# Tom Greenway (judoka)
Thomas Myers Greenway –conocido como Tom Greenway– (28 de septiembre de 1956 – 15 de julio de 2004) fue un deportista canadiense que compitió en judo. Ganó cinco medallas en el Campeonato Panamericano de Judo entre los años 1978 y 1990.
Participó en los Juegos Olímpicos de Montreal 1976, donde finalizó decimosexto en la categoría abierta.

## Palmarés internacional
| Campeonato Panamericano | Campeonato Panamericano       | Campeonato Panamericano | Campeonato Panamericano |
| Año                     | Lugar                         | Medalla                 | Categoría               |
| ----------------------- | ----------------------------- | ----------------------- | ----------------------- |
| 1978                    | Buenos Aires (Argentina)      | Medalla de bronce       | –95 kg                  |
| 1980                    | Isla de Margarita (Venezuela) | Medalla de oro          | –95 kg                  |
| 1980                    | Isla de Margarita (Venezuela) | Medalla de plata        | Abierta                 |
| 1988                    | Buenos Aires (Argentina)      | Medalla de bronce       | +95 kg                  |
| 1990                    | Caracas (Venezuela)           | Medalla de plata        | +95 kg                  |